# Xênia de Roma
Xênia, a Justa de Roma, foi uma santa do século V, homenageada por algumas igrejas cristãs, incluindo a Ortodoxa e a Católica. Xenia, originalmente chamada Eusébia, era a única filha de um rico senador de Roma. Ela e dois servos devotos partiram para evitar um casamento arranjado. Ela escapou para Mylasa, na ilha de Cós, onde aceitou o nome de "Xênia" (estranha). Ela queria se esconder em um lugar deserto para não ser descoberta pelos pais.
Ao chegar, Xênia iniciou uma igreja dedicada a Santo Estêvão e um mosteiro feminino. Pouco depois, ela foi feita diaconisa pelo Bispo Paulo de Mylasa.
Está escrito sobre ela que ela "ajudou a todos: para os destituídos, ela foi uma benfeitora; para os aflitos, uma consoladora; para os pecadores, uma guia para o arrependimento. Ela possuía uma profunda humildade, considerando-se a pior e a mais pecadora de todas."
A Festa de Santa Xênia é celebrada na Igreja Ortodoxa e na Igreja Católica em 24 de janeiro, dia em que ela morreu. Foi alegado que "durante seu funeral, uma coroa luminosa de estrelas em volta de uma cruz radiante apareceu sobre o mosteiro nos céus". Diz-se que ela previu sua própria morte.